# Життя в цитаделі
«Життя в цитаделі» — радянський кінофільм, соціально-психологічна драма, поставлена режисером Гербертом Раппапортом за однойменною п'єсою естонського письменника Аугуста Якобсона. Перший художній фільм Естонської РСР. Картина створена на технічній базі «Ленфільму» в 1947 році.

## Сюжет
Велика Вітчизняна війна наближається до завершення. На територію Естонії входять збройні сили СРСР. Драматичні події відбуваються в будинку професора ботаніки Мійласа. Він, у свій час ображений ображений на весь науковий світ через невизнання глибини його відкриття властивостей болотної флори, пішов в «інтелектуальне вигнання» і практично не цікавиться подіями, що відбуваються навколо. Тим часом, в його будинку ховаються його син від першого шлюбу Ральф і племінник доктор Ріхард Мійлас, які співпрацювали раніше з фашистською владою. Дискусії і події, що відбуваються в сім'ї, змінюють точку зору професора на навколишню дійсність. Він видає новій владі колабораціоністів і вливається в будівництво соціалістичного життя.

## У ролях
- Хуго Лаур — Аугуст Мійлас, професор ботаніки у відставці
- Айно Тальві — Єва Мійлас, дружина професора
- Гунар Кілгас — Карл, син
- Лія Лаатс — Лідія, дочка
- Лембіт Раяла — Ральф, син професора від першого шлюбу
- Андрес Сярев — доктор Ріхард Мійлас, племінник професора
- Бетті Куускемаа — Анна Куслап, економка в будинку професора
- Рудольф Нууде — Антс Куслап, майор Радянської армії
- Олександр Рандвійр — Кійнаст, тесля
- Борис Добронравов — Головін, професор медицини
- Едуард Тінн — письменник Ліллак
- Антс Лаутер — епізод
- Іоханнес Кальйола — німецький офіцер
- Пауль Пінна — епізод
- Мета Лутс — епізод
- Каарел Ірд — епізод
- Оскар Пилла — епізод
- Анде Рахе — Лехте
- Волдемар Пансо — епізод
- Антс Ескола — епізод
- Едуард Тюрк — епізод
- Арнольд Вайно — епізод
- Лев Кровицький — Вяріхейн
- Микола Мічурін — старий-слухач у міськраді
- Олександра Матвєєва — медсестра
- Валентина Кібардіна — Ева Мійлас

## Знімальна група
- Режисер — Герберт Раппапорт
- Сценарист — Леонід Трауберг
- Оператор — Сергій Іванов
- Композитор — Еуген Капп
- Художник — Євген Єней